# Partido Nacional Progresista
De Nationaal Progressieve Partij (Spaans: Partido Nacional Progresista), was een liberaal conservatieve partij in Honduras.
De PNP kwam op 27 februari 1902 tot stand na een fusie van de Progressieve Partij (Partido Progresista) van oud-president Ponciano Leiva (1821-1896) en de Manuelistische Beweging (Movimiento Manuelista) van Manuel Bonilla (1849-1913). In 1903 werd Bonilla tot president van Honduras gekozen en regeerde tot 1907. Van 1912 tot 1913 was hij opnieuw president. Zijn opvolger, Francisco Bertrand (1866-1926), was de laatste president namens de PNP. Hij regeerde van 1913 tot 1919. In 1918 ging de PNP op in de Nationale Partij van Honduras (Partido Nacional de Honduras). 